# HMS Barham (04)
HMS Barham (04) var ett brittiskt slagskepp av Queen Elizabeth-klass som var i bruk under det första och andra världskriget. Skeppet ingick bland annat i Amiral Cunninghams styrka i medelhavet. HMS Barham stod färdig år 1913 och användes under det första såväl som det andra världskriget. De två största slagen Barham deltog i var slaget vid Jylland under första världskriget och slaget vid Kap Matapan under andra världskriget.  År 1941 sjönk HMS Barham av tre torpeder avfyrade från den tyska ubåten U-331.